# Botryllophilus
Botryllophilus – rodzaj widłonogów z rodziny Botryllophilidae. Wprowadził go w 1864 roku francuski zoolog Charles-Eugène Hesse.

## Podział systematyczny
Do rodzaju należą następujące gatunki:

- Botryllophilus abbotti Ooishi & Illg, 1989
- Botryllophilus angustus Kim I.H. & Boxshall, 2021
- Botryllophilus antarcticus Kim I.H. & Boxshall, 2021
- Botryllophilus aspinosus Schellenberg, 1922
- Botryllophilus bamfieldensis Ooishi, 2000
- Botryllophilus banyulensis Brément, 1909
- Botryllophilus bergensis Schellenberg, 1921
- Botryllophilus bermudensis Kim I.H. & Boxshall, 2021
- Botryllophilus brevipes Brément, 1909
- Botryllophilus conicus Conradi, Lopez-Gonzalez & Garcia-Gomez, 1994
- Botryllophilus coniorhynchus Kim I.H. & Boxshall, 2021
- Botryllophilus constellatus Hesse, 1866 (nomen nudum)
- Botryllophilus curtipes Kim I.H. & Boxshall, 2021
- Botryllophilus dentirostris Kim I.H. & Boxshall, 2021
- Botryllophilus distinctus Ooishi, 2012
- Botryllophilus guadeloupensis Kim I.H. & Boxshall, 2021
- Botryllophilus inaequipes Hansen, 1923
- Botryllophilus koreensis Seo & Lee, 1995
- Botryllophilus kozloffi Ooishi, 2014
- Botryllophilus longicaudatus Kim I.H. & Boxshall, 2021
- Botryllophilus longipes Kim I.H. & Boxshall, 2021
- Botryllophilus macropus Canu, 1892
- Botryllophilus millari Ooishi, 2014
- Botryllophilus neapolitanus Ooishi, 2006
- Botryllophilus norvegicus Schellenberg, 1921
- Botryllophilus nudisetatus Kim I.H. & Boxshall, 2021
- Botryllophilus paucisetatus Lee, J. & I.H. Kim, 2022
- Botryllophilus pentachaetus Kim I.H. & Boxshall, 2021
- Botryllophilus pentamerus Lee, J. & I.H. Kim, 2022
- Botryllophilus randalli Stock, 1970
- Botryllophilus ruber Hesse, 1864
- Botryllophilus sarsi Ooishi, 2002
- Botryllophilus spinulosus Ooishi, 2012
- Botryllophilus stenurosus Kim I.H. & Boxshall, 2021
- Botryllophilus symmetricus Ooishi, 2014
- Botryllophilus tuberculatus Kim I.H. & Boxshall, 2021
- Botryllophilus africanus Schellenberg, 1922 (niepewny)
- Botryllophilus armatus Hesse, 1870 (niepewny)
- Botryllophilus brevis Hesse, 1870 (niepewny)
- Botryllophilus indicus Sewell, 1949 (niepewny)
- Botryllophilus notopus (Della Valle, 1883) (niepewny)
- Botryllophilus pallidus Hesse, 1865 (niepewny)
- Botryllophilus propinquus Hesse, 1871 (niepewny)
- Botryllophilus purpurescens Hesse, 1870 (niepewny)
- Botryllophilus virescens Hesse, 1864 (niepewny)
- Botryllophilus viridis Hesse, 1866 (niepewny)